# 巴靈傑 (德克薩斯州)
巴靈傑（英語：Ballinger）是一個位於美國德克薩斯州蘭納爾斯縣的城市。根據2010年美國人口普查，該地共人口3767人，而該地的面積約為8.70平方千米。同時該地也是蘭納爾斯縣的縣治。

## 地理
巴靈傑的座標為31°44′00″N 99°57′00″W / 31.73333°N 99.95000°W，而該地的平均海拔高度為496米（即1627英尺）。